# 紙之月
《紙之月》，日本作家角田光代的懸疑小說。其獨特的視角和故事情節架構獲得高度評價。2014年改編成電視連續劇及電影版。本作品獲得25屆柴田鍊三郎獎。

## 電視劇
《紙之月》電視劇由NHK製作。為日本NHK電視台自2014年1月7日起開播的週二晚間十點檔（電視劇10）。
戲劇標語為「41歲的家庭主婦。盜取一億日元。」

### 概要
銀行行員梨花盜領一億日圓鉅款後逃亡海外，她的行為讓周遭人物的生活產生變化，在充滿現實的環境下，梨花的盜領事件讓他們對自己的行為產生了疑問。長年避居海外的梨花，也必須面對可能造成的後果……。

### 主要人物
- 梅澤梨花：原田知世（高中時代：前田希美）

正文的妻子，本姓：垣本。任職若葉銀行涼風台分行。
- 平林光太：滿島真之介

孝三的孫子。立志成為電影導演的大學生。
- 岡崎木綿子：水野真紀（高中時代：相樂樹）

梨花在聖馬蒂亞斯女子學院時期的同學。本姓：小田。
- 中條亞紀：西田尚美（高中時代：藤井武美）

梨花在聖馬蒂亞斯女子學院時期的同學。雜誌編輯。

#### 若葉銀行涼風台分行
- 井上義雄：佐戸井健太
- 佐倉泰晴：久松龍一
- 川口榮子：竹内都子
- 水野明（水野あかり）：占部房子
- 奥田美穗：實戸美和公

#### 顧客
- 平林孝三：加千須布萊恩（加千須ブライアン）
- 名護玉江：富士真奈美

#### 其他
- 梅澤正文：光石研

梨花的丈夫。公司勤務。
- 岡崎真一：甲本雅裕

木綿子的丈夫。
- 岡崎千景（岡崎ちかげ）：原涼子

木綿子與真一的女兒。
- 岩田洋二：長谷川初範

雜誌總編輯。亞紀的上司，曾與亞紀有外遇關係。
- 前田曜子：中島亞梨沙

亞紀的後輩，雜誌編輯。

### 各集登場人物

#### 第1集
- 羽山：弓削智久（第4集）

#### 第2集
- 仁志圓：山本光（第4集－完結篇）

光太的女友。

#### 第3集－第4集
- 波多野沙織：南乃彩希（完結篇）

父母離婚的2年後，與母親再度相會。
- 山之内幸雄：不破萬作
- 山之内早苗：野口典江（野口ふみえ）

以上2人為梨花負責接待的顧客。
- 麻衣：大塚玲奈（大塚れな）
- 瀨奈岩：田月花

以上2人為千景的同學。

### 製作人員
- 原作：角田光代
- 劇本：篠崎繪里子
- 音樂：住友紀人
- 導演：黛凛太朗、一色隆司
- 主題曲：〈子守唄〉Maia Hirasawa

### 播出日程及收視率
| 各集                                                     | 播放日期      | 日文標題 | 中文標題   | 導演     | 收視率 |
| -------------------------------------------------------- | ------------- | -------- | ---------- | -------- | ------ |
| 第1集                                                    | 2014年1月7日  |          | 無名之財   | 黛凛太朗 | 6.5%   |
| 第2集                                                    | 2014年1月14日 |          | 充满饥渴   | 黛凛太朗 | 6.2%   |
| 第3集                                                    | 2014年1月21日 |          | 純罪       | 黛凛太朗 | 8.0%   |
| 第4集                                                    | 2014年1月28日 |          | 天堂的終點 | 一色隆司 | 5.6%   |
| 完結篇                                                   | 2014年2月4日  |          | 愛的人     | 一色隆司 | 7.6%   |
| 平均收視率 6.78%（收視率由Video Research於關東地區統計） |               |          |            |          |        |

## 節目的變遷
| NHK 電視劇10                                 | NHK 電視劇10                          | NHK 電視劇10 |
| -------------------------------------------- | ------------------------------------- | ------------ |
|                                              | 紙之月 （2014年1月7日－2014年2月4日） |              |
| 深夜烘焙坊 （2013年11月5日－2013年12月24日） | 陽光照耀之地特別篇 （2014年4月1日）   |              |

## 電影
《蒼白之月》，此片改編自日本同名原著小說《紙之月》，由日本電影金像獎最佳導演獎得主吉田大八執導、宮澤理惠主演。2014年11月15日日本上映。宮澤理惠亦以此片獲得第27屆東京國際影展最佳女主角獎。
此片亦是2014年金馬國際影展參展作品。

### 主要角色
- 梅澤梨花：宮澤理惠（中学時代：平祐奈[6]）
- 平林光太：池松壯亮[7][8]
- 相川惠子：大島優子[9]
- 梅澤正文：田邊誠一
- 隅賴子（隅より子）：小林聰美
- 井上佑司：近藤芳正
- 平林孝三：石橋蓮司

### 製作花絮
- 主演的宮澤理惠收到劇本並閱讀完後，對於故事中女主角與年輕大學生之間的婚外情及犯罪等情節的描繪手法感到具挑戰性，即表示想要演出此片，加上已有數年未演出電影，亦想以此片復出並和導演吉田大八合作[10]。與女主角梨花發生婚外情的年輕大學生平林光太一角，導演吉田以演技力的理由起用池松壯亮演繹[11]。

- 2014年1月27日在東京開拍[12]，同年3月30日殺青[13]。

### 獎項
- 第27屆東京國際影展

觀眾票選獎
最佳女主角獎：宮澤理惠
- 第38届日本電影金像獎

最佳女主角：宮澤理惠
最佳新人獎：池松壯亮
- 第39屆報知電影獎

最佳女主角獎：宮澤理惠
最佳女配角獎：大島優子
- 第27回日刊體育電影大獎

最佳女主角獎：宮澤理惠
最佳男配角獎：池松壯亮
- 第36回橫濱電影節

最佳女主角獎：宮澤理惠
最佳男配角獎：池松壯亮
最佳女配角獎：小林聰美、大島優子
- 第88回電影旬報獎

年度十佳作品
最佳男配角獎：池松壯亮
最佳女配角獎：小林聰美
- 第69回每日電影獎

最佳攝影獎：シグママコト
- 第57回藍絲帶獎

最佳男配角獎：池松壯亮
最佳女配角獎：小林聰美

## 外部連結
- 紙之月－NHK官方網站
- 互联网电影数据库（IMDb）上《紙之月》的资料（英文）
- 電影《紙之月》官方網站
- 中文版官方預告片（金馬國際影展） （页面存档备份，存于）
- 紙之月－台視文化官方網站